# Beca de recerca de 1851
La Beca de Recerca de 1851 és un programa dut a terme per la Comissió reial per a l'exposició de 1851 per atorgar anualment una beca d'investigació de tres anys a aproximadament vuit "joves científics o enginyers d'excepcional promesa". La beca està oberta a totes les nacionalitats i camps de la ciència, incloses les ciències físiques o biològiques, matemàtiques, ciència aplicada, i qualsevol branca de l'enginyeria. La beca es pot fer a qualsevol lloc del Regne Unit.
Diverses altres beques també són atorgades per la Comissió Reial per a l'Exposició de 1851, incloses la Beca d'Investigació en el Medi Ambient Construït, Beques Industrials i la Beca de Recerca en Disseny.

## Alumnes
La beca de recerca coneguda com a Beca de l'Exposició de 1851, ha estat atorgada a nombrosos científics i enginyers a través dels anys, molts dels quals s'han convertit en líders en els seus camps.
Els guanyadors del són:
- Charles Glover Barkla, físic anglès i guanyador del Premi Nobel de Física de 1917.[2]
- William Noel Benson, un geòleg investigador i acadèmic
- Homi J. Bhabha, "pare" del programa nuclear indi[3]
- Sydney Brenner, biòleg britànic / genetista i guanyador del premi Nobel dins Fisiologia o Medicina
- Eric Burhop, físic australià
- Kelvin Campbell, dissenyador urbà sud-africà/anglès, creador de la 'teoria petita massiva' ('Massive Small Theory')
- Roger Cashmore, físic anglès
- James Chadwick, físic anglès i guanyador del Premi Nobel de Física
- Hans Thacher Clarke, bioquímic d'origen anglès que es va distingir com a professor universitari i investigador de Kodak als Estats Units
- John Cockcroft, físic anglès i guanyador del Premi Nobel de Física
- John Cornforth químic australià i guanyador del Premi Nobel de Química
- Paul Dirac, físic anglès i guanyador del Premi Nobel de Física
- Charles Goodeve, químic canadenc
- Brian Grieve, botànic australià
- George Harker, científic australià
- Rita Harradence, química australiana
- Peter Higgs, físic britànic i guanyador del Premi Nobel de Física
- Fred Hoyle, astrònom britànic que principalment va observar per a la teoria de la nucleosíntesi estel·lar i encunyar el terme "Big Bang"
- Aaron Klug, guanyador del Premi Nobel de Química
- June Lascelles, microbiòleg australià
- Leslie Martin, físic australià
- Harrie Massey, físic australià
- Mark Oliphant, físic australià
- Joseph Pawsey, radioastrònom australià
- J. R. Partington, químic britànic
- William Penney, Baró Penney, físic anglès
- Sir Robert Howson Pickard (1896), químic britànic; vicecanceller de la Universitat de Londres
- Darshan Ranganathan, químic indi
- Robert Robinson, químic anglès i guanyador del Premi Nobel de Química
- Ernest Rutherford, físic neozelandès i guanyador del Premi Nobel de Química
- Bernice Weldon Sargent, físic canadenc
- Edwin Sherbon Hills, geòleg australià
- Winifred Smith, botànic anglès
- Alexander Todd, Premi Nobel de Química
- Ernest Walton, Premi Nobel de Física
- Alistair Rowe, físic australià
- 2EZ